# Liste von Persönlichkeiten aus Chiasso
Diese Liste enthält in Chiasso geborene Persönlichkeiten und solche, die in Chiasso ihren Wirkungskreis hatten, ohne dort geboren zu sein. Die Liste erhebt keinen Anspruch auf Vollständigkeit.

## Persönlichkeiten
(Sortierung nach Geburtsjahr)

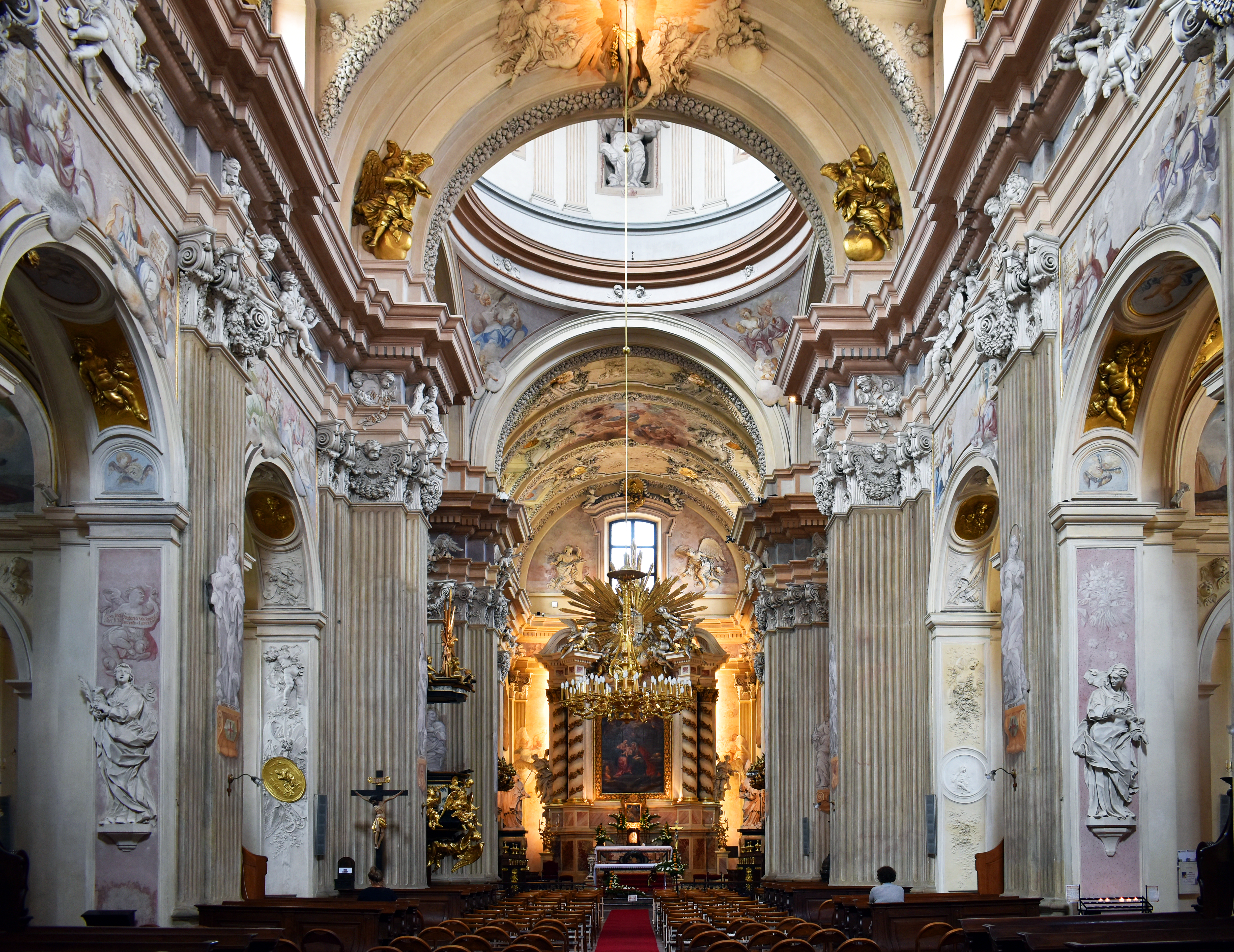
Baldassare Fontana: St.-Anna-Kirche, Krakau, 1695–1704

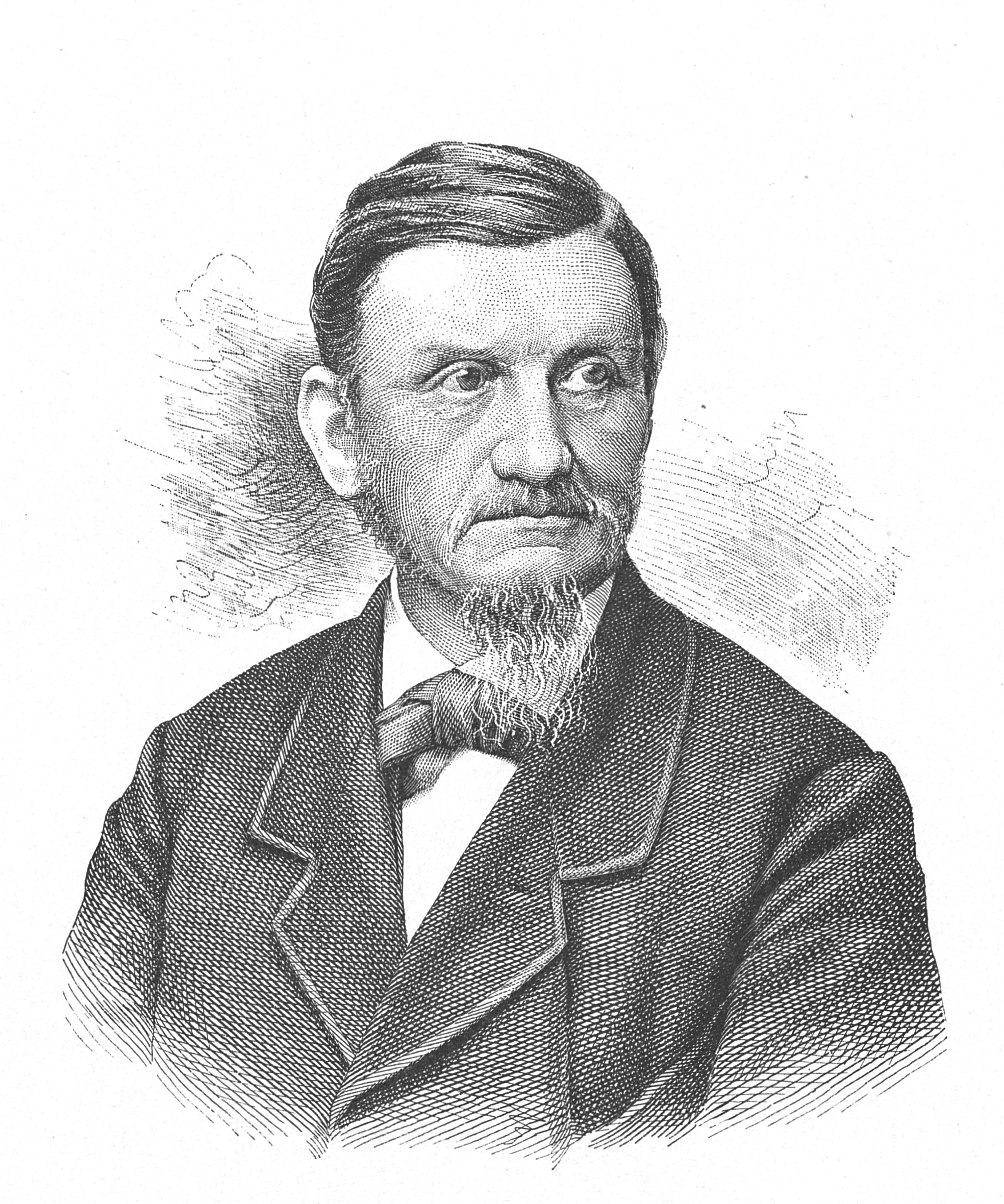
Costantino Bernasconi (1891)

- Künstlerfamilie Fontana  aus Como, ab 1218 in Mendrisio bezeugt[1][2]
  - Annibale Fontana (1540–1587), aus Chiasso, Bildhauer, Bronzegiesser, Ziseleur und Medailleur tätig in Mailand, Rom und Palermo
  - Baldassare Fontana (1661–1733), Tessiner Bildhauer, Stuckateur und Architekt des Spätbarock. Nach einem Aufenthalt in Rom hauptsächlich in Mähren und Polen tätig.
  - Francesco Fontana (* 17. Oktober 1666 in Chiasso; † 14. März 1697 in Olmütz), Bruder von Baldassarre, Bildhauer und Stuckateur[3][4][5]
  - Michele Fontana (* um 1682 in Chiasso; † 28. April 1729 in Brünn), Sohn des Baldassarre, Bildhauer und Stuckateur in Brünn, Welehrad und Olmütz[6]

Aldo Crivelli (1970)

- Alessandro Valdani (* 1712 in Chiasso; † 1773 ebenda), Maler, Schüler von Carlo Maratta. Er arbeitete in Coldrerio (1767 Apotheose des Heiligen Georg für die Pfarrkirche San Giorgio) von Pellio Intelvi; er malte im Spital und in der Kirche von San Nazaro in Como, im Chor der Karmeliterkirche in Bergamo, in der Kirche von Villa Coldrerio, Chur, Gironico usw.[7][8][9]
- Cirillo Benigno Antognini (* 19. Februar 1806 in Chiasso; † 1855 in Salvador (Bahia)), Opernsänger, Tenor, ab dem Karneval von 1832 trat er in Theatern in den italienischen Provinzen auf. Nach seiner Rückkehr liess er sich in Lugano nieder, wo er 1848 zusammen mit der istin Giuditta Pasta eine Gesangsschule für italienische Auswanderer eröffnete.[10][11]
- NN. Calvi (* um 1760 in Chiasso; † nach 1799 ebenda), Freiheitskämpfer[12]

- Familie Bernasconi 
  - Cesare Bernasconi (1819–1864), Politiker des Freisinnig-Demokratische Partei (FDP), Oberstleutnant
  - Costantino Bernasconi (1820–1902), Notar und Politiker des Freisinnig-Demokratische Partei, von 1874 bis 1875 Ständerat
  - Egidio Bernasconi (* 16. März 1919 in Monza; † 26. Juli 2018 in Lugano), Maler schuf Porträts und Landschaften[13]

- Pietro Chiesa (* 17. Juli 1854 in Chiasso; † nach 1931 ebenda), Unternehmer und Wohltäter, schenkte dem Kanton Tessin die Immobilien der kantonalen landwirtschaftlichen Schule in der Ortschaft Mezzana der Gemeinde Coldrerio[14]
- Gustavo Graffina (* 15. April 1856 in Chiasso; † 22. Februar 1929 in Castel San Pietro TI), Diplomat im Dienst bei der Schweizer Botschaft in Berlin[15]

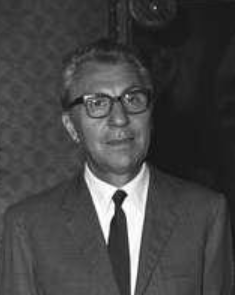
Piero Scanziani (1969)

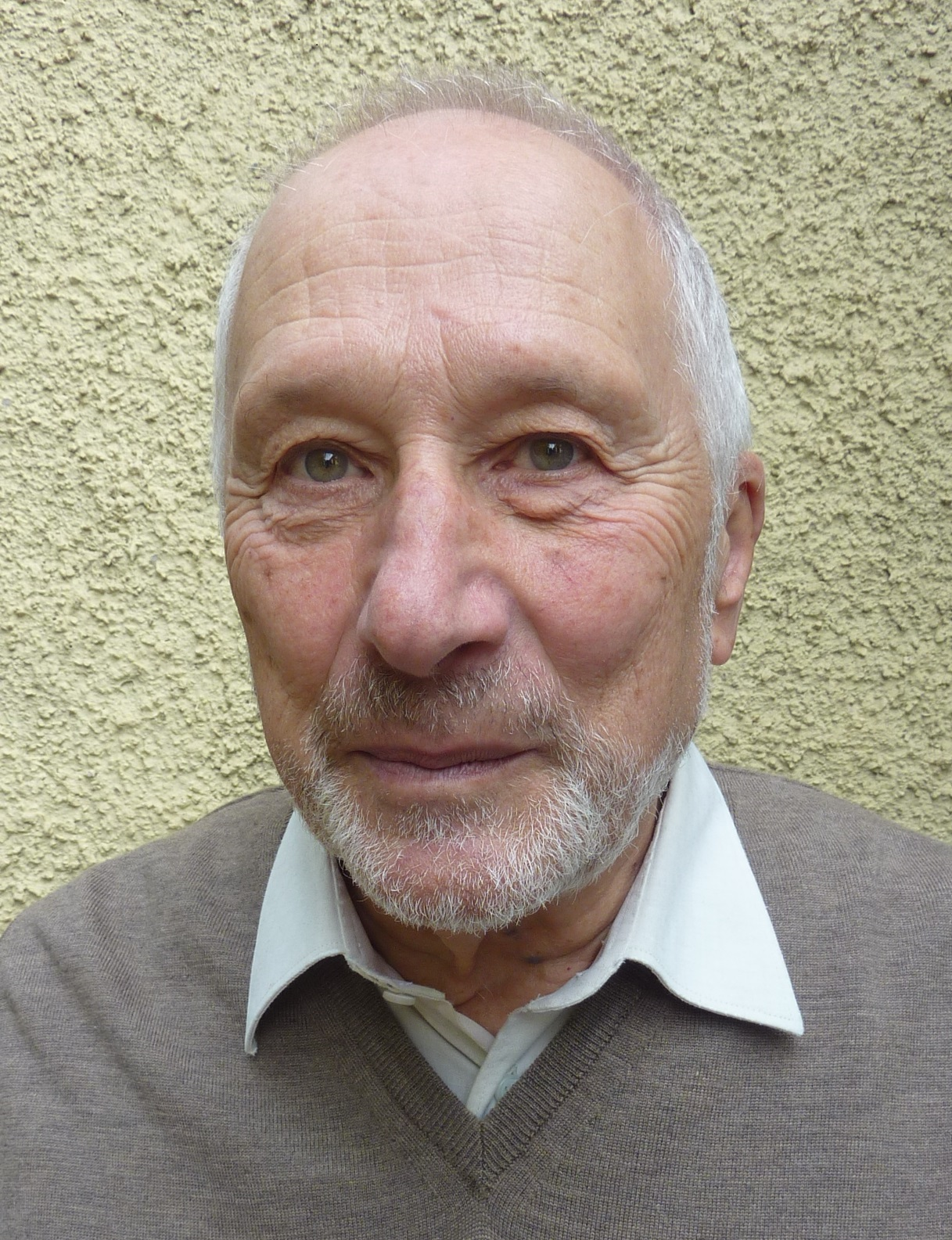
Ottavio Lurati (2017)

- Carlo Paldi (* 22. Dezember 1794 in Mortara; † nach 1830 ebenda ?), Politiker, Wachtmeister in der Piemonteser Brigade Saluzzo, Flüchtling, Lehrer in den ersten Lancasterschulen in Chiasso[16]

- Familie Soldini. [17]
  - Bernardo Soldini (* 1783 in Chiasso; † 1859 ebenda), Politiker[18]
  - Carlo Soldini (* 19. September 1809 in Chiasso; † 21. Januar 1868 ebenda), Politiker[19]
  - Benigno Soldini (1811–1852), Anwalt, Notar und Politiker (radikalliberaler)
  - Giuseppe Soldini (* 17. April 1820 in Chiasso; † 24. Januar 1896 ebenda), Politiker, Tessiner Grossrat, Staatsrat[20]
  - Antonio Soldini (1854–1933), Bildhauer und Politiker
  - Adolfo Soldini (* 7. Dezember 1854; † 24. November 1927 ebenda), Politiker, Tessiner Grossrat, Staatsrat, Major der Schweizer Armee[21]
  - Ada Soldini (* 9. November 1928 in Chiasso; † 28. November 2015 in Lugano), aus Comano, Malerin[22]

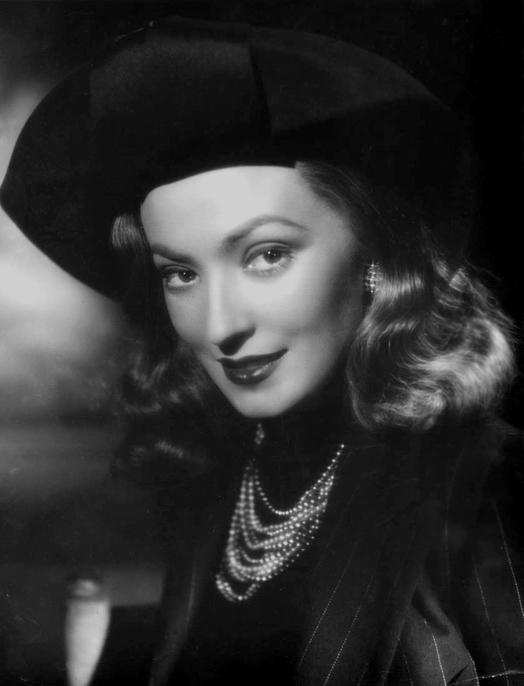
Doris Duranti

- Ampelio Regazzoni (* 28. Juni 1870 in Chiasso; † 24. April 1931 in Bern), Künstler, Bildhauer schuf Werke mit religiösen und allegorischen Themen, Denkmäler, Gräber, Brunnen und Porträts[23]
- Isidoro Antognini (* 20. Februar 1878 in Chiasso; † 26. Mai 1964 ebenda), Politiker[24]
- Francesco-Nino Borella (* 17. September 1883 in Mendrisio; † 29. Oktober 1963 in Chiasso), Rechtsanwalt, Politiker, Gemeinderat (Exekutive) von Chiasso, Tessiner Grossrat, Nationalrat[25][26][27]
- Anita Nespoli (* 8. Juli 1894 in Chiasso; † 20. Dezember 1974 ebenda), Keramikkünstlerin, Malerin[28][29]
- Guido Gonzato (* 13. August 1896 in Colognola ai Colli; † 21. Oktober 1955 in Mendrisio), italienischer Kunstmaler[30][31][32][33][34]
- Mario Martinoni (1896–1981), Oberst der Schweizer Armee
- Anselme Brusa (1899–1969), italienisch-französischer Ruderer und Turner
- Serge Brignoni (1903–2002), Kunstmaler, Bildhauer
- Aldo Crivelli (1907–1981), Kunstmaler, Archäologe, Schriftsteller, Dozent
- Hugo S. Wichert (* 6. Juli 1907 in Chiasso; † 27. März 2000 in Lachen), Künstler, Bronzeplastiker. Von 1929 bis 1974 in den Vereinigten Staaten tätig. Er schuf Porträts und christliche Motive[35]
- Piero Scanziani (1908–2003), aus Balerna, Journalist, Schriftsteller, wohnte in Morbio Inferiore
- Erico Cavadini (* 28. Juli 1910 in Chiasso; † 14. Dezember 1947), Kunstmaler[36]
- Angelo Tamborra (* 1913 in Chiasso; † 2004 in Rom), Historiker[37]
- Aurelio Gonzato (* 30. Dezember 1914 in Chiasso; † 11. Mai 2014 in Massagno), Maler, Mosaiker, Bildhauer schuf Grafiken, Dekoration von öffentlichen Räumen und Skulpturen[38]
- Bruno Regli (* 1916 in Chiasso; † 23. Dezember 1963 in Bellinzona), Schweizer Oberst, Instruktionsoffizier der Infanterie und ehemaliger Kommandant des Infanterieregiments 30.[39][40]
- Doris Duranti (1917–1995) war eine italienische Filmschauspielerin, verheiratet in Chiasso
- Joseph Benjamin McDivitt  (* 23. Juli 1917 in Pennsylvania; † 20. Januar 2019 in Newhall Kalifornien), Oberst (United States Army)[41][42]
- Graziano Papa (* 25. April 1919 in Chiasso; † 13. Februar 2019 ebenda), aus Biasca, Rechtsanwalt, ehemaliger Präsident der Pro Natura, Autor, Wohltäter (Fondo Graziano Papa: 20 Millionen CHF)[43][44]
- Bixio Candolfi (* 24. November 1919 in Locarno; † 6. Dezember 2018 in Russo), Sprachlehrer an der Handelsschule von Chiasso, Mitarbeiter des Radios der italienischen Schweiz (RSI), Übersetzer, Autor von Dokumentarsendungen und Hörspielen, Produzent[45]; Premium Lavezzari[46]
- Amleto Pedroli (* 25. Oktober 1922 in Chiasso; † 12. Oktober 2011 in Lugano), Dozent, Dichter, Schriftsteller und Übersetzer[47][48][49][50]

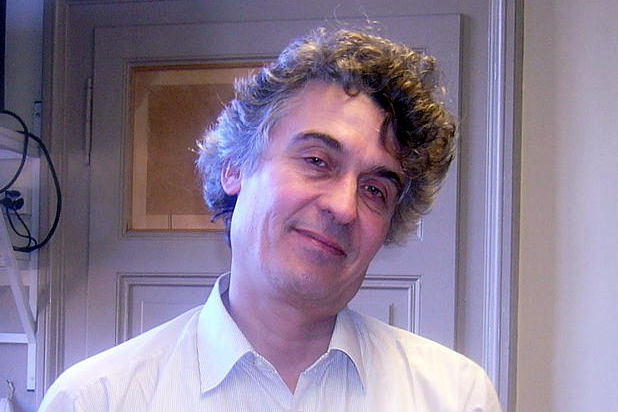
Fabio Pusterla

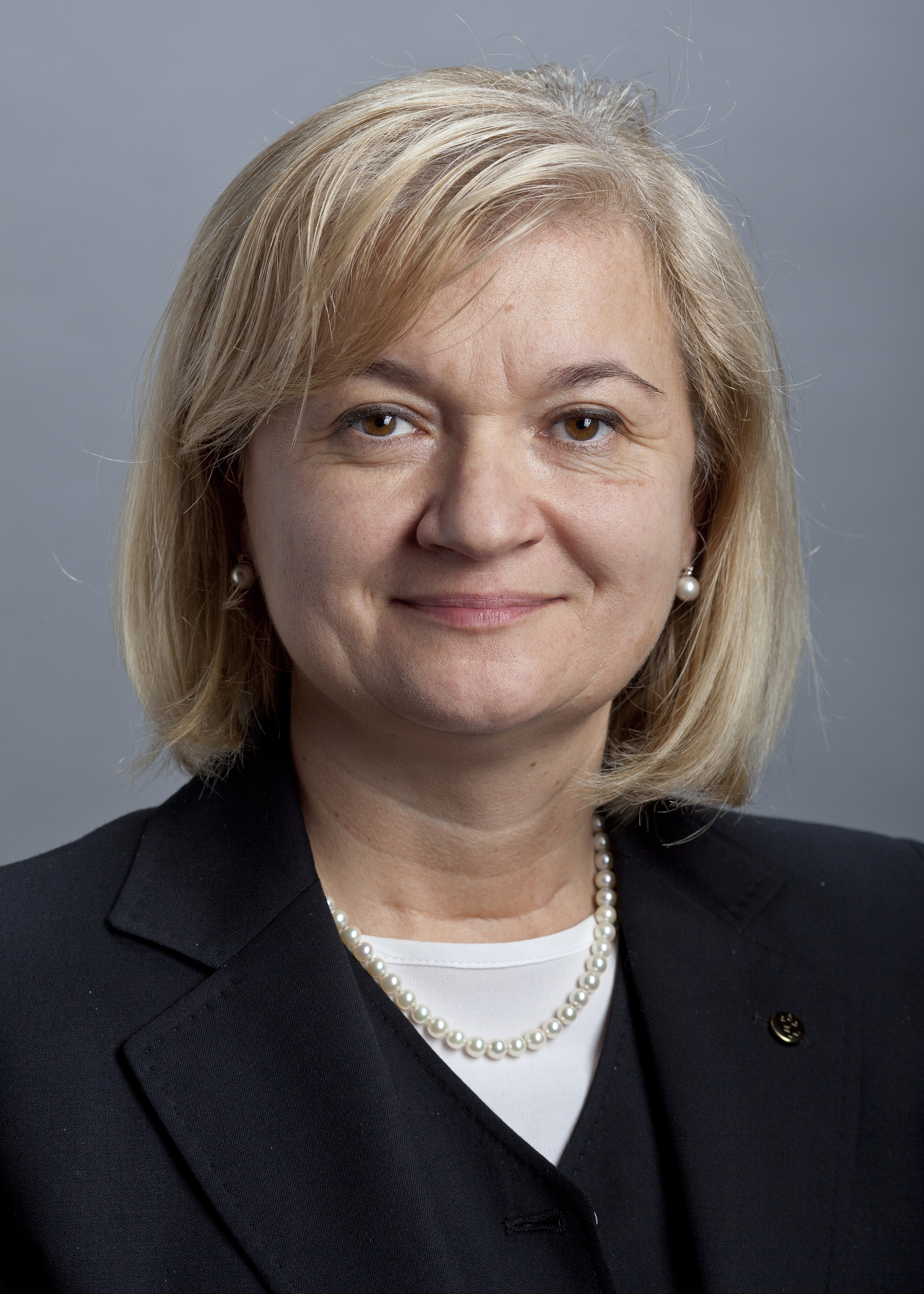
Roberta Pantani

- Benito Bernasconi (* 5. April 1923 in Morbio Inferiore; † 23. Februar 2018 in Mendrisio), aus Chiasso, Rechtsanwalt, Politiker, Tessiner Grossrat und Staatsrat[51]<
- Sergio Emery (* 4. März 1928 in Chiasso; † 5. Juli 2003 in Gentilino), aus Chardonne VD, Kunstmaler, Zeichner, Stecher, Lytograf, Mosaikarbeiter[52][53][54][55]
- Giovanni Gianella (* 24. März 1930 in Chiasso; † 20. Oktober 2005 in Lugano), aus Acquarossa, Arzt, Chirurg und Maler schuf Collage, Zeichnung und angewandte Kunst[56]
- Pietro Schneider (Sarto) (* 13. Juni 1930 in Chiasso), Maler, Stecher und Graveur, Gründer des Ateliers von Saint-Prex[57][58]
- Francesco Canova (* 1931 in Chiasso), Sekundarlehrer, Journalist, Regisseur an der TSI, Schriftsteller[59]
- Roberto Milan (* 15. Januar 1937 in Tortona), Maler, Schriftsteller, Kunstkritiker schuf Zeichnung und Grafik; er lebt in Chiasso seit 1946[60][61]
- Sergio Morello (* 23. Februar 1937 in Mendrisio; † 11. Februar 2025 in Chiasso), Maler, Grafiker, Bildhauer, Zeichenlehrer; schuf Umweltkunst, Grafik und Installation; er wohnte in Chiasso[62][63][64]
- Ottavio Lurati (1938–2023), Sprachwissenschaftler, ehemaliger Dozent an der Universität Basel, Preis Galileo Galilei
- Cesare Santi (1939–2015), aus Soazza, wohnte in Chiasso, Zollbeamter, Publizist, Lokalhistoriker und Genealogist
- Alberto Nessi (* 1940 in Chiasso), Sekundarlehrer und italienischsprachiger Schweizer Schriftsteller
- Pierluigi Poretti (* 1946 in Chiasso (Mendrisio?)), Maler[65][66]
- Mauro Valsangiacomo (* 9. Dezember 1950 in Chiasso), Maler, Stecher, Grafiker und Lehrer für visuelle Erziehung, Zeichnung und Mosaik[67]
- Piergiorgio Morgantini (* 1954 in Chiasso), Dozent, Publizist, wohnt in Verscio[68]
- Fabio Pusterla (* 1957 in Chiasso), Dozent, Schriftsteller und Dichter
- Roberta Pantani (* 1965 In Chiasso), Politikerin (Lega), Nationalrätin
- Gian Paolo Minelli (* 6. Oktober 1968 in Genf), Fotograf, Filmemacher zusammenarbeit mit Silvano Repetto und Luciano Garramuño; er lebte in Chiasso[69][70]